# Opere di Bernard Malamud
Questo è un elenco delle opere di Bernard Malamud.

## Romanzi
| Titolo italiano                   | Titolo originale | Anno                       | Traduttore                  | Edizioni italiane |
| --------------------------------- | ---------------- | -------------------------- | --------------------------- | --- |
| Il migliore Il fuoriclasse        | The Natural      | 1952                       | Mario Biondi Norman Gobetti | Arnoldo Mondadori Editore (1984) Minimum fax (2006-2019) (con un ricordo di Philip Roth) Mondadori (2014)                                                                      |
| Il commesso Il giovane di bottega | The Assistant    | 1957                       | Giancarlo Buzzi             | Einaudi (1962) Einaudi (1984) (con introduzione di Giorgio Manganelli e un'intervista di Daniel Stern) Minimum fax (2013) (con prefazione di Marco Missiroli) Mondadori (2014) |
| Una nuova vita                    | A New Life       | 1961                       | Vincenzo Mantovani          | Einaudi (1963) Minimum fax (con postfazione di Jonathan Lethem) Mondadori (2014)                                                                                               |
| L'uomo di Kiev                    | The Fixer        | 1966                       | Ida Omboni                  | Einaudi (1968) Mondadori (2014) Minimum fax (2014) (con prefazione di Alessandro Piperno)                                                                                      |
| Gli inquilini                     | The Tenants      | 1971                       | Floriana Bossi              | Einaudi (1972) Minimum fax (2008) (con prefazione di Aleksandar Hemon) |
| Le vite di Dubin                  | Dubin's Lives    | 1979                       | Bruno Oddera                | Einaudi (1981) Minimum fax (2009) (con un ricordo di Cynthia Ozick) |
| Dio mio, grazie                   | God's Grace      | 1982                       | Camillo Pennati             | Einaudi (1984) Minimum fax (2017) (con prefazione di Fabio Stassi) |
| Il popolo                         | The People       | 1989 (postumo, non finito) | Igor Legati                 | Einaudi (1993) Minimux fax (2016) (con prefazione di Alessandro Zaccuri e introduzione di Robert Giroux)                                                                       |

## Racconti
| Titolo                                                 | Titolo originale                               | Prima edizione e data                                           | Raccolte |
| ------------------------------------------------------ | ---------------------------------------------- | --------------------------------------------------------------- | --- |
| Armistizio                                             | Armistice                                      | "Washington Post", 1940                                         | The People and Uncollected Stories (1989); The Complete Stories (1997), vol. I, pp. 3–10; Tutti i racconti 1940-62 (2001); Racconti (2008); Novels and Stories of the 1940s & 50s (2013) |
| Pioggia di primavera                                   | Spring Rain                                    | 1942                                                            | The People and Uncollected Stories (1989); The Complete Stories (1997), vol. I, pp. 11–16; Tutti i racconti 1940-62 (2001); Novels and Stories of the 1940s & 50s (2013) |
| Il negozio di generi alimentari                        | Life from Behind the Counter The Grocery Store | 1943                                                            | The People and Uncollected Stories (1989); The Complete Stories (1997), vol. I, pp. 17–27; Tutti i racconti 1940-62 (2001); Novels and Stories of the 1940s & 50s (2013) |
| Spettacolo di beneficenza                              | Benefit Performance                            | "Threshold"', 3, febbraio 1943, pp. 20–22                       | The People and Uncollected Stories (1989); The Complete Stories (1997), vol. I, pp. 28–35; Tutti i racconti 1940-62 (2001); Novels and Stories of the 1940s & 50s (2013) |
| Ora tutto è cambiato                                   | The Place Is Different Now                     | "American Prefaces", 8, primavera 1943, pp. 230–42              | The People and Uncollected Stories (1989); The Complete Stories (1997), vol. I, pp. 26–47; Tutti i racconti 1940-62 (2001); Racconti (2008); Novels and Stories of the 1940s & 50s (2013) |
| Il cliente fisso Cliente fisso                         | Steady Customer                                | "New Threshold", agosto 1943                                    | The Complete Stories (1997), vol. I, pp. 48–55; Tutti i racconti 1940-62 (2001); Racconti (2008); Novels and Stories of the 1940s & 50s (2013) |
| La vita letteraria di Laban Goldman                    | The Literary Life of Laban Goldman             | "Assembly", 1, novembre 1943, pp. 24–27                         | The People and Uncollected Stories (1989); The Complete Stories (1997), vol. I, pp. 56–66; Tutti i racconti 1940-62 (2001); Novels and Stories of the 1940s & 50s (2013) |
| Il costo della vita                                    | The Cost of Living                             | "Harper's Bazaar", 84, marzo 1950, pp. 142, 209, 212-13         | Idiots First (1963); The Stories of Bernard Malamud (1983), pp. 183–92; The Complete Stories (1997), vol. I, pp. 67–77; Tutti i racconti 1940-62 (2001); Novels and Stories of the 1940s & 50s (2013) Romanzi e racconti 1952-66 (2014)                                                                                                 |
| La prigione Prigione                                   | The Prison                                     | "Commentary", 10, settembre 1950, pp. 252–55                    | The Magic Barrel (1958); The Complete Stories (1997), vol. I, pp. 78–86; Tutti i racconti 1940-62 (2001); Racconti (2008); Novels and Stories of the 1940s & 50s (2013) Romanzi e racconti 1952-66 (2014) |
| I primi sette anni Primi sette anni                    | The First Seven Years                          | "Partisan Review", settembre-ottobre 1950, pp. 661–71           | The Magic Barrel (1958); A Malamud Reader (1967); The Stories of Bernard Malamud (1983), pp. 13–25; The Complete Stories (1997), vol. I, pp. 87–99; Tutti i racconti 1940-62 (2001); Racconti (2008); I primi sette anni e altri racconti (2011); Novels and Stories of the 1940s & 50s (2013) Romanzi e racconti 1952-66 (2014)        |
| Sarà la mia morte                                      | The Death of Me                                | "World Review", 26, aprile 1951, pp. 48–51                      | Idiots First (1963); The Stories of Bernard Malamud (1983), pp. 240–48; The Complete Stories (1997), vol. I, pp. 100–08; Tutti i racconti 1940-62 (2001); Novels and Stories of the 1940s & 50s (2013) Romanzi e racconti 1952-66 (2014)                                                                                                |
| Il conto                                               | The Bill                                       | "Commentary", 11, aprile 1951, pp. 355–58                       | The Magic Barrel (1958); The Stories of Bernard Malamud (1983), pp. 249–56; The Complete Stories (1997), vol. I, pp. 109–16; Tutti i racconti 1940-62 (2001); Novels and Stories of the 1940s & 50s (2013) Romanzi e racconti 1952-66 (2014)                                                                                            |
| Il prestito                                            | The Loan                                       | "Commentary", 14, luglio 1952, pp. 56–59                        | The Magic Barrel (1958); The Stories of Bernard Malamud (1983), pp. 174–82; The Complete Stories (1997), vol. I, pp. 117–25; Tutti i racconti 1940-62 (2001); Racconti (2008); Novels and Stories of the 1940s & 50s (2013) Romanzi e racconti 1952-66 (2014)                                                                           |
| Confessione d'omicidio                                 | A Confession of Murder                         | 1952 (primo capitolo di The Man Nobody Could Lift)              | The People and Uncollected Stories (1989); The Complete Stories (1997), vol. I, pp. 126–47; Tutti i racconti 1940-62 (2001); Racconti (2008); Novels and Stories of the 1940s & 50s (2013) |
| I calzoni da equitazione                               | Riding Pants                                   | 1953                                                            | The People and Uncollected Stories (1989); The Complete Stories (1997), vol. I, pp. 138–55; Tutti i racconti 1940-62 (2001); Novels and Stories of the 1940s & 50s (2013) |
| La ragazza dei miei sogni                              | The Girl of My Dreams                          | "American Mercury", 76, gennaio 1953, pp. 62–71                 | The Magic Barrel (1958); The Complete Stories (1997), vol. I, pp. 156–70; Tutti i racconti 1940-62 (2001); I primi sette anni e altri racconti (2011); Novels and Stories of the 1940s & 50s (2013) Romanzi e racconti 1952-66 (2014)                                                                                                   |
| Il barile magico Barile magico                         | The Magic Barrel                               | "Partisan Review", 21, novembre 1954, pp. 587–603               | The Magic Barrel (1958); A Malamud Reader (1967); The Stories of Bernard Malamud (1983), pp. 124–43; The Complete Stories (1997), vol. I, pp. 171–91; Tutti i racconti 1940-62 (2001); Racconti (2008); I primi sette anni e altri racconti (2011); Novels and Stories of the 1940s & 50s (2013) Romanzi e racconti 1952-66 (2014)      |
| Lamento funebre                                        | The Mourners                                   | "Discovery", 5, gennaio 1955, pp. 37–95                         | The Magic Barrel (1958); A Malamud Reader (1967); The Stories of Bernard Malamud (1983), pp. 26–34; The Complete Stories (1997), vol. I, pp. 192–200; Tutti i racconti 1940-62 (2001); Novels and Stories of the 1940s & 50s (2013) Romanzi e racconti 1952-66 (2014)                                                                   |
| Angelo Levine L'angelo Levine                          | Angel Levine                                   | "Commentary", 20, dicembre 1955, pp. 534–40                     | The Magic Barrel (1958); The Stories of Bernard Malamud (1983), pp. 277–89; The Complete Stories (1997), vol. I, pp. 201–14; Tutti i racconti 1940-62 (2001); Racconti (2008); I primi sette anni e altri racconti (2011); Novels and Stories of the 1940s & 50s (2013) Romanzi e racconti 1952-66 (2014)                               |
| Un'estate di letture                                   | A Summer's Reading                             | "The New Yorker", 22 settembre 1956, pp. 143–50                 | The Magic Barrel (1958); The Complete Stories (1997), vol. I, pp. 215–24; Tutti i racconti 1940-62 (2001); Racconti (2008); Novels and Stories of the 1940s & 50s (2013) Romanzi e racconti 1952-66 (2014) |
| Abbi pietà                                             | Take Pity                                      | "America", 25 settembre 1956                                    | The Magic Barrel (1958); A Malamud Reader (1967); The Stories of Bernard Malamud (1983), pp. 3–12; The Complete Stories (1997), vol. I, pp. 225–43; Tutti i racconti 1940-62 (2001); Racconti (2008); Novels and Stories of the 1940s & 50s (2013) Romanzi e racconti 1952-66 (2014)                                                    |
| L'ascensore                                            | The Elevator                                   | "The Paris Review", 31, autunno 1989                            | The People and Uncollected Stories (1989); The Complete Stories (1997), vol. I, pp. 235–45; Tutti i racconti 1940-62 (2001); Novels and Stories of the 1940s & 50s (2013) |
| Le scuse                                               | An Apology                                     | "Commentary", 12, novembre 1951, pp. 460–64                     | The People and Uncollected Stories (1989); The Complete Stories (1997), vol. I, pp. 246–55; Tutti i racconti 1940-62 (2001); Novels and Stories of the 1940s & 50s (2013) |
| L'ultimo moicano L'ultimo dei mohicani                 | The Last Mohican                               | "Partisan Review", 25, primavera 1958, pp. 175–96               | The Magic Barrel (1958); A Malamud Reader (1967); Pictures of Fidelman: An Exhibition (1969); The Stories of Bernard Malamud (1983); The Complete Stories (1997), vol. I, pp. 256–83; Tutti i racconti 1940-62 (2001); Ritratti di Fidelman (2010), pp. 29–60; Novels and Stories of the 1960s (2013) Romanzi e racconti 1952-66 (2014) |
| La dama del lago Dama del lago                         | The Lady of the Lake                           | 1958                                                            | The Magic Barrel (1958); The Complete Stories (1997), vol. I, pp. 284–312; Tutti i racconti 1940-62 (2001); Racconti (2008); Novels and Stories of the 1940s & 50s (2013) Romanzi e racconti 1952-66 (2014) |
| Ecco la chiave                                         | Behold the Key                                 | "Commentary", 25, maggio 1958, pp. 416–27                       | The Magic Barrel (1958); The Complete Stories (1997), vol. I, pp. 313–38; Tutti i racconti 1940-62 (2001); Novels and Stories of the 1940s & 50s (2013) Romanzi e racconti 1952-66 (2014) |
| Le scarpe della domestica                              | The Maid's Shoes                               | "Partisan Review", 28, inverno 1959, pp. 32–44                  | Idiots First (1963); A Malamud Reader (1967); The Stories of Bernard Malamud (1983), pp. 109–23; The Complete Stories (1997), vol. I, pp. 339–54; Tutti i racconti 1940-62 (2001); Novels and Stories of the 1940s & 50s (2013) Romanzi e racconti 1952-66 (2014)                                                                       |
| Prima gli idioti                                       | Idiots First                                   | "Commentary", 32, dicembre 1961, pp. 101–12                     | Idiots First (1963); A Malamud Reader (1967); The Stories of Bernard Malamud (1983), pp. 35–45; The Complete Stories (1997), vol. I, pp. 355–66; Tutti i racconti 1940-62 (2001); Racconti (2008); Novels and Stories of the 1960s (2013) Romanzi e racconti 1952-66 (2014)                                                             |
| Natura morta                                           | Still Life                                     | "Partisan Review", 29, inverno 1962, pp. 95–112                 | Idiots First (1963); Pictures of Fidelman: An Exhibition (1969); The Complete Stories (1997), vol. I, pp. 367–91; Tutti i racconti 1940-62 (2001); Ritratti di Fidelman (2010), pp. 61–88; Novels and Stories of the 1960s (2013) Romanzi e racconti 1952-66 (2014)                                                                     |
| Diciamo, un matrimonio                                 | Suppose a Wedding                              | "New Statesman", 65, febbraio 1963, pp. 198–200                 | Idiots First (1963) ;Tutti i racconti 1963-84 (2001); The Complete Stories (1997), vol. II, pp. 3–22; Tutti i racconti 1963-84 (2001); Novels and Stories of the 1960s (2013) Romanzi e racconti 1952-66 (2014) |
| Meglio vivi che morti                                  | Life Is Better Than Death                      | "Esquire", 59, maggio 1963, pp. 78–79                           | Idiots First (1963); The Stories of Bernard Malamud (1983), pp. 299–300; The Complete Stories (1997), vol. II, pp. 23–33; Tutti i racconti 1963-84 (2001); Novels and Stories of the 1960s (2013) Romanzi e racconti 1952-66 (2014) |
| L'uccello-ebreo                                        | The Jewbird                                    | "The Reporter", 28, 11 aprile 1963, pp. 33–36                   | Idiots First (1963); A Malamud Reader (1967); Two Fables (1978); The Stories of Bernard Malamud (1983), pp. 144–54; The Complete Stories (1997), vol. II, pp- 34-44; Tutti i racconti 1963-84 (2001); Novels and Stories of the 1960s (2013) Romanzi e racconti 1952-66 (2014)                                                          |
| Il nero è il mio colore preferito                      | Black Is My Favorite Color                     | "The Reporter", 29, 18 luglio 1963, pp- 43-44                   | Idiots First (1963); A Malamud Reader (1967); The Stories of Bernard Malamud (1983), pp. 73–84; The Complete Stories (1997), vol. II, pp. 45–56; Tutti i racconti 1963-84 (2001); Novels and Stories of the 1960s (2013) Romanzi e racconti 1952-66 (2014)                                                                              |
| Nudo svestito                                          | Naked Nude                                     | "Playboy", 10, agosto 1963, pp. 48–50, 52, 122-24               | Idiots First (1963); Pictures of Fidelman: An Exhibition (1969); The Complete Stories (1997), vol. II, pp. 57–78; Tutti i racconti 1963-84 (2001); Ritratti di Fidelman (2010), pp. 89–112 Romanzi e racconti 1952-66 (2014) |
| Il profugo tedesco                                     | The German Refugee The Refugee                 | "The Saturday Evening Post", 236, 14 settembre 1963, pp. 38–46  | Idiots First (1963); A Malamud Reader (1967); The Stories of Bernard Malamud (1983), pp. 93–108; The Complete Stories (1997), vol. II, pp. 79–95; Tutti i racconti 1963-84 (2001); Racconti (2008); Novels and Stories of the 1960s (2013) Romanzi e racconti 1952-66 (2014)                                                            |
| La scelta d'una professione                            | A Choice of Profession                         | "Commentary", 36, settembre 1963, pp. 235–41                    | Idiots First (1963); The Complete Stories (1997), vol. II, pp. 96–112; Tutti i racconti 1963-84 (2001); Racconti (2008); Novels and Stories of the 1960s (2013) Romanzi e racconti 1952-66 (2014) |
| La vendetta di un ruffiano La vendetta di un magnaccia | A Pimp's Revenge                               | "Playboy", 14, settembre 1968, pp. 68–70, 126, 156              | Pictures of Fidelman: An Exhibition (1969); The Complete Stories (1997), vol. II, pp. 113–53; Tutti i racconti 1963-84 (2001); Ritratti di Fidelman (2010), pp. 113–60; Novels and Stories of the 1960s (2013) |
| Uomo nel cassetto                                      | Man in the Drawer                              | "The Atlantic Monthly", aprile 1968, pp. 70–78 e 89-93          | Rembrandt's Hat (1973); The Stories of Bernard Malamud (1983), pp. 193–239; The Complete Stories (1997), vol. II, pp. 154–207; Tutti i racconti 1963-84 (2001); Racconti (2008); Novels and Stories of the 1960s (2013) |
| Mio figlio l'assassino                                 | My Son the Murderer                            | "Esquire", 70, novembre 1968, pp. 102–04                        | Rembrandt's Hat (1973); The Stories of Bernard Malamud (1983), pp. 85–92; The Complete Stories (1997), vol. II, pp. 208–15; Tutti i racconti 1963-84 (2001); Novels and Stories of the 1960s (2013) |
| Quadri dell'artista Ritratti dell'artista              | Pictures of the Artist Pictures of Fidelman    | "The Atlantic Monthly", December 1968                           | Pictures of Fidelman: An Exhibition (1969); The Complete Stories (1997), vol. II, pp. 216–35; Tutti i racconti 1963-84 (2001); Ritratti di Fidelman (2010), pp. 161–84; Novels and Stories of the 1960s (2013) |
| Esorcismo                                              | An Exorcism                                    | "Harper's Magazine", 237, dicembre 1968, pp. 534–40             | The People and Uncollected Stories (1989); The Complete Stories (1997), vol. II, pp. 236–60; Tutti i racconti 1963-84 (2001); Novels and Stories of the 1960s (2013) |
| Soffiatore di vetri a Venezia                          | Glass Blower of Venice                         | 1969                                                            | Pictures of Fidelman: An Exhibition (1969); The Complete Stories (1997), vol. II, pp. 261–86; Tutti i racconti 1963-84 (2001); Ritratti di Fidelman (2010), pp. 185–214; Novels and Stories of the 1960s (2013) |
| L'ira di Dio                                           | God's Wrath                                    | "The Atlantic Monthly", 229, febbraio 1972, pp. 59–62           | The Stories of Bernard Malamud (1983), pp. 257–65; The Complete Stories (1997), vol. II, pp. 398–402; Tutti i racconti 1963-84 (2001); Racconti (2008) |
| Cavallo parlante                                       | Talking Horse                                  | "The Atlantic Monthly", 230, agosto 1972, pp. 27–34             | Rembrandt's Hat (1973); Two Fables (1978); The Stories of Bernard Malamud (1983), pp. 329–50; The Complete Stories (1997), vol. II, pp. 296–319; Tutti i racconti 1963-84 (2001) |
| La lettera                                             | The Letter                                     | "Esquire", 78, agosto 1972, p. 136                              | Rembrandt's Hat (1973); The Stories of Bernard Malamud (1983), pp. 155–61; The Complete Stories (1997), vol. II, pp. 320–25; Tutti i racconti 1963-84 (2001) |
| La corona d'argento                                    | The Silver Crown                               | "Playboy", 19, dicembre 1972, pp. 120–22                        | Rembrandt's Hat (1973); The Stories of Bernard Malamud (1983), pp. 307–28; The Complete Stories (1997), vol. II, pp. 326–48; Tutti i racconti 1963-84 (2001); Racconti (2008) |
| Bigliettini di una signora a un pranzo                 | Notes from a Lady at a Dinner Party            | "Harper's Magazine", 246, febbraio 1973, pp. 86–90              | Rembrandt's Hat (1973); The Complete Stories (1997), vol. II, pp. 349–62; Tutti i racconti 1963-84 (2001) |
| A riposo                                               | In Retirement                                  | "The Atlantic Monthly", 231, marzo 1973, pp. 48–52              | Rembrandt's Hat (1973); The Stories of Bernard Malamud (1983), pp. 162–73; The Complete Stories (1997), vol. II, pp. 363–75; Tutti i racconti 1963-84 (2001); Racconti (2008) |
| Il cappello di Rembrandt                               | Rembrandt's Hat                                | "The New Yorker", 49, marzo 1973, pp. 34–49                     | Rembrandt's Hat (1973); The Stories of Bernard Malamud (1983), pp. 266–76; The Complete Stories (1997), vol. II, pp. 376–88; Tutti i racconti 1963-84 (2001); Racconti (2008) |
| La parrucca                                            | A Wig                                          | "The Atlantic Monthly", 245, gennaio 1980, pp. 33–36            | The People and Uncollected Stories (1989); The Complete Stories (1997), vol. II, pp. 389–97; Tutti i racconti 1963-84 (2001); Racconti (2008) |
| La modella                                             | The Model                                      | "The Atlantic Monthly", 252, agosto 1973, p. 80                 | The Stories of Bernard Malamud (1983), pp- 301-06; The Complete Stories (1997), vol. II, pp. 398–402; Tutti i racconti 1963-84 (2001); Racconti (2008) |
| La tomba scomparsa                                     | A Lost Grave                                   | "Esquire", 103, maggio 1985, pp. 204 e 206                      | The People and Uncollected Stories (1989); The Complete Stories (1997), vol. II, pp. 403–08; Tutti i racconti 1963-84 (2001) |
| Il ronzio di Zora                                      | Zora's Noise                                   | "Gentlemen's Quarterly", 245, gennaio 1985, pp. 124–26 e 164-68 | The People and Uncollected Stories (1989); The Complete Stories (1997), vol. II, pp. 409–27; Tutti i racconti 1963-84 (2001) |
| Ai Kew Gardens                                         | In Kew Gardens                                 | "Partisan Review", 51-52, autunno-inverno 1984-85, pp. 536–40   | The People and Uncollected Stories (1989); The Complete Stories (1997), vol. II, pp. 428–33; Tutti i racconti 1963-84 (2001) |
| Alma redenta                                           | Alma Redeemed                                  | "Commentary", 78, luglio 1984, pp. 30–34                        | The People and Uncollected Stories (1989); The Complete Stories (1997), vol. II, pp. 434–47; Tutti i racconti 1963-84 (2001) |

## Raccolte di racconti
| Titolo                                                    | Titolo originale                    | Prima edizione originale                                                           | Edizioni italiane | Note                                              |
| --------------------------------------------------------- | ----------------------------------- | ---------------------------------------------------------------------------------- | --- | ------------------------------------------------- |
| Il barile magico                                          | The Magic Barrel                    | Farrar, Straus & Giroux (1958)                                                     | Einaudi (1964) Minimum fax (2011) (con prefazione di Jhumpa Lahiri) | 13 racconti (trad. Vincenzo Mantovani)            |
| Prima gli idioti                                          | Idiots First                        | Farrar, Straus & Giroux (1963)                                                     | Einaudi (1966) Minimum fax (2012) (con un saggio inedito dell'autore) | 12 racconti                                       |
|                                                           | A Malamud Reader                    | Farrar, Straus & Giroux (1967)                                                     | |                                                   |
| La Venere di Urbino Ritratti di Fidelman                  | Pictures of Fidelman: An Exhibition | Farrar, Straus & Giroux (1969)                                                     | Einaudi (1973) Minimum fax (2010) (con introduzione di Emanuele Trevi) | romanzo in 6 storie (trad. Ida Omboni)            |
| Il cappello di Rembrandt                                  | Rembrandt's Hat                     | Farrar, Straus & Giroux (1973)                                                     | Einaudi (1975) | 8 racconti (trad. Donata Migone)                  |
|                                                           | Two Fables                          | Banyan Press (1978)                                                                | edizione limitata a cura del Bennington College |                                                   |
|                                                           | The Stories of Bernard Malamud      | Farrar, Straus & Giroux (1983) (con introduzione dell'autore) Penguin Books (1985) | 25 racconti |                                                   |
| Il popolo. Un romanzo e sedici racconti                   | The People and Uncollected Stories  | Farrar, Straus & Giroux (1989) (con introduzione di Rober Giroux)                  | Einaudi (1993) (trad. Igor Legati) Minimux fax (2016) (con prefazione di Alessandro Zaccuri e introduzione di Robert Giroux) |                                                   |
| Tutti i racconti: 1940-1962 e Tutti i racconti: 1963-1984 | The Complete Stories                | Farrar, Straus & Giroux (edited by Robert Giroux, 1997)                            | Einaudi (2001) (55 racconti, vol. I: 26 racconti, trad. Igor Legati, Luisa Balacco, Ida Omboni e Vincenzo Mantovani; vol. II: Ida Omboni, Donata Migone, Igor Legati e Luisa Balacco) Minimux fax (2019) (trad. Giovanni Garbellini, Igor Legati, Vincenzo Mantovani, Donata Migone, Ida Omboni; revisione delle traduzioni di Giovanni Garbellini) |                                                   |
| Racconti                                                  |                                     |                                                                                    | Einaudi (2008) | 22 racconti (con introduzione di Eraldo Affinati) |
| I primi sette anni e altri racconti                       |                                     |                                                                                    | Il Sole 24 Ore (2011) | 4 racconti (trad. Vincenzo Mantovani)             |

## Raccolte di romanzi e racconti
| Titolo originale                                       | Titolo italiano                                                                    | Editore                   | Opere raccolte |
| ------------------------------------------------------ | ---------------------------------------------------------------------------------- | ------------------------- | --- |
| Novels and Stories of the 1940s & 1950s                |                                                                                    | Library of America (2013) | The Natural, The Assistant e 25 racconti (a cura di Philip Davis) |
| Novels and Stories of the 1960s                        |                                                                                    | Library of America (2013) | A New Life, The Fixer, Pictures of Fidelman e 10 racconti (a cura di Philip Davis) |
|                                                        | Romanzi e racconti 1952-1966                                                       | Mondadori (2014)          | The Natural (trad. Norman Gobetti come Il fuoriclasse), The Assistant (trad. Angela Demurtas come Il giovane di bottega), A New Life (trad. Vincenzo Mantovani come Una nuova vita), The Fixer (trad. Ida Omboni come L'uomo di Kiev) e 25 racconti (a cura di Paolo Simonetti, con saggio introduttivo di Tony Tanner) |
| Talking Horse: Bernard Malamud on Life and Work (1996) | Per me non esiste altro. La letteratura come dono, lezioni di scrittura [parziale] | Minimum fax (2015)        | estratti (a cura di Francesco Longo, trad. Giulio Silvano) |
|                                                        | Romanzi e racconti 1967-1986                                                       | Mondadori (2015)          | The Tenants, Dubin's Lives, God's Grace e racconti (a cura di Paolo Simonetti) |

## Inedite, non raccolte in volume, ritrovate e altre opere
- The Doings of Hiram (1930)[6]
- Sunday in the Park (1940)[6]
- The People's Gallery (1940)[6]
- Vacancy (1940)[6]
- Thomas Hardy's Reputation as a Poet in American Periodicals (1942) - tesi di laurea
- The Light Sleeper (1948) - romanzo inedito[6]
- How I Got Rid of My Stepmother (1953)[6]
- "The Natural": Raison d'être and Meaning (1952)[7]
- Latecomers (1953)[6]
- The Man Nobody Could Lift o The Broken Snow (1953) - romanzo inedito[6]
- Thanks for Nothing (1961) - estratto da A New Life[8]
- Hunting for Jewiness (1965)[9]
- A Long Ticket for Isaac (1967) - versione precedente di Idiots First[10]
- Source of "The Fixer" (1967)[7][11]
- To Paul (1974) - poesia sul figlio[6]
- Poem on Howard Nemerov (1975)[6]
- In the Rain (1975) - poesia[6]
- Family History (1976)[6]
- Abhorrent Green Slippery (1977) - estratto da Dubin's Lives[12]
- Dubin's Lives Part One (1977) - estratto da Dubin's Lives[13]
- Dubin's Lives Part Two (1977) - estratto da Dubin's Lives[14]
- Home Is the Hero (1978) - estratto da Dubin's Lives[15]
- The Lost Bar-Mitzvah (1980)[6]
- You Write About What You Write Best (1980) - poesia[6]
- Introduction to "The Stories of Bernard Malamud" (1983)[7][16]
- Long Work, Short Life - conferenza del 13 ottobre 1984[7]

### Datazione incerta
- A Clean Junkyard[9]
- A Fool Grows without Rain[9]
- A Girl's Picture[9]
- A Mighty Theme[7]
- A Note to My Norvegian Readers of "The Assistant"[7][17]
- The Armenians[9]
- A World Association of Writer[7]
- An Idea that Animates My Writing[7]
- The Backyards of Washington[9]
- Becoming a Writer[9]
- Beginning College Commencement Address[7]
- Beginning the Novel[7][9]
- Bennington Writing Workshops[7]
- The Cheat[9]
- The Contemporary Novel[7]
- Die Meistersinger[9]
- Finding One's Voice[7][9]
- France Capitulates[9]
- Freedom of Expression[7]
- Gadgets[9]
- Imaginative Writing and Jewish Experience[7][9]
- Jewiness in American Fiction[9]
- Jewish Heritage and the Jewish Family[7]
- Jewishness in American Fiction[7]
- Learn to Dance[9]
- "The Magic Barrel" - saggio[7]
- Mr. Littletree Sees It Through[9]
- My Two Young Husbands o Sincere Regrets[9]
- No Time for Nostalgia[9]
- Northbound to New York[9]
- O Gentle Joe![9]
- On the Subject Matter[7]
- Psychoanalysis and Literary Criticism[7][9]
- Questions and Answers in Knoxville, Tennessee[7]
- Rosenstroch's Career[9]
- Sammy[9]
- The Short Story[7]
- The Suitor[9]
- The Uses of Fantasy[9]
- The Writer at Work[7]
- The Writer in the Modern World[7][9]
- The Writer's Freedom[9]
- Two Cups of Coffee[9]
- Who Knows Human Nature?[9]
- Who Won the War?[9]
- Why Fantasy?[7]
- Your Dirty Foot[9]

## Pseudonime
- Faith Grigsby Norris, in collaborazione con Malamud come Peter Lumn, Kim of Korea, New York, Messner, 1955; n. ed. illustrata da Julian Messner, ivi, Washington Square Press, 1967 (capitoli: The Coming of Len the American Soldier - Choi Ok Dong the Poet - The Long Journey Starts - The Night and the Old Man Pak - The Adventure on the River - San-II's Mistake and What Came of It - The Acrobats - The Japanese Gentleman - One Journey Ends Another Begins) - per ragazzi